# Armedangels
Armedangels és una companyia tèxtil a Colònia (Alemanya) fundada l'any 2007 i concep una varietat de roba fabricada a partir de tèxtils com el cotó orgànic. Ven a través de la seva botiga en línia i a botigues a sis països. La marca ha creat i produït roba durable que tenen una certa ètica. L'empresa intenta canviar la percepció de la roba ecofriendly que és sovint hippy-like i non-fashion. A més, Armedangels s'ha donat com a objectiu promoure un context social al voltant de la indústria tèxtil i treballar només amb empreses responsables que estan certificades pel comerç just.